# Pyrrhyllis laevifrons
Pyrrhyllis laevifrons är en insektsart som först beskrevs av Walker 1858.  Pyrrhyllis laevifrons ingår i släktet Pyrrhyllis och familjen vedstritar. Inga underarter finns listade i Catalogue of Life.